# Dolby E
Le Dolby E est un système de codage/décodage audio développé par les laboratoires Dolby et sorti en 1999. Il est destiné à la diffusion de contenu et est utilisé en France dans le cadre de la TNT HD.

## Spécifications
Ce procédé permet la compression de 8 canaux maximum dans un flux numérique.
- Principales configurations possibles :  5.1 ; 3×2 ; 5.1+1+1 ; 6×1 ; 5.1+2 ; 8×1 ; 4×2
- Taux d'échantillonnage : 48 kHz[2]
- Plage de fréquences : 20 Hz à 20 kHz, ±0,25 dB